# Synagoge (Weisenau)

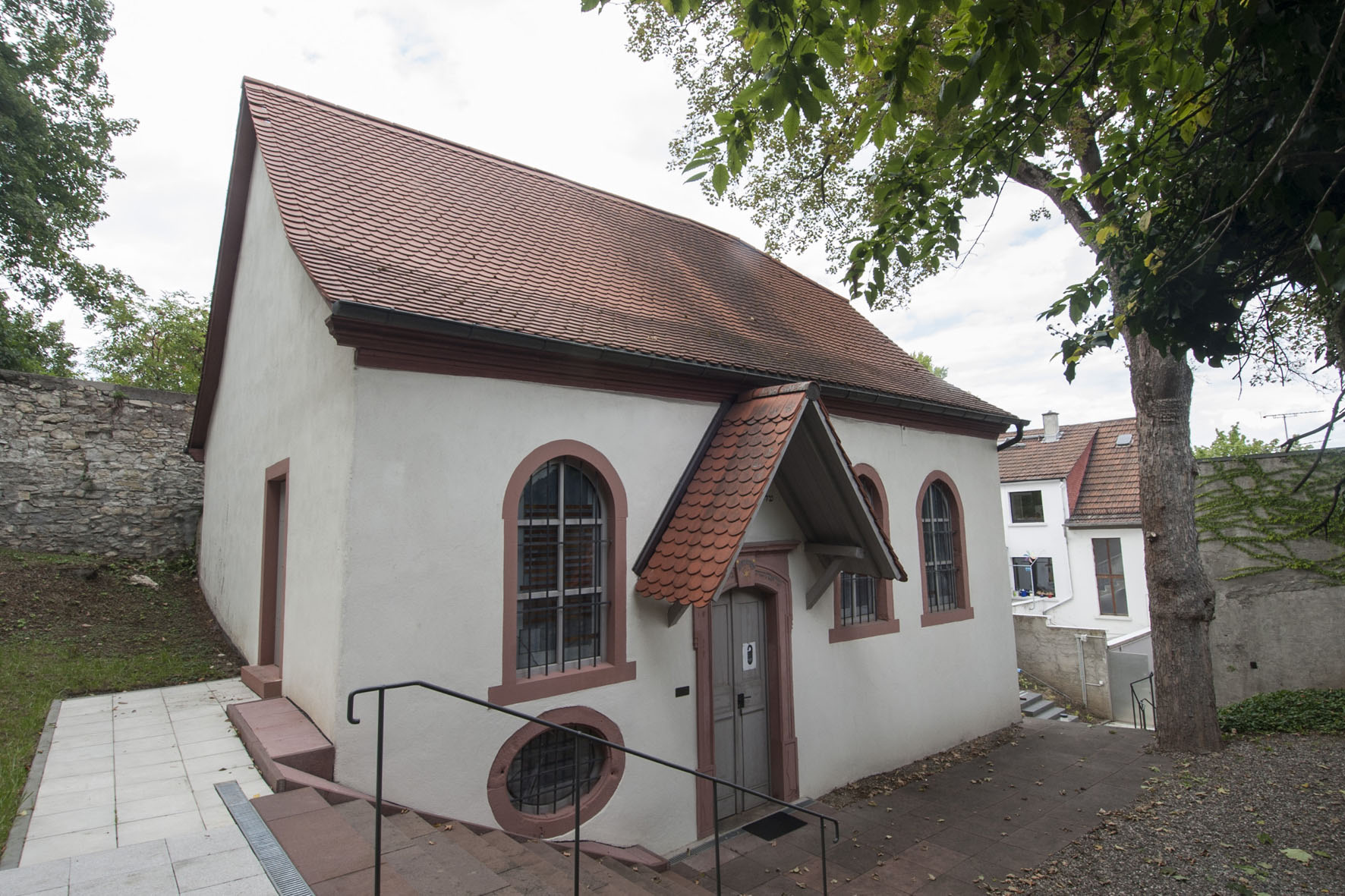
Gesamtansicht aus Südwesten Synagoge Weisenau

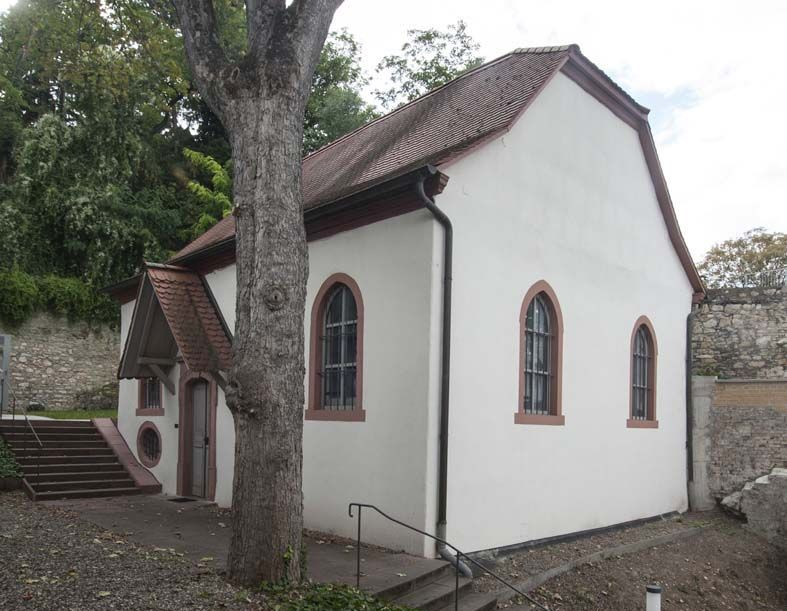
Gesamtansicht aus Südosten Synagoge Weisenau

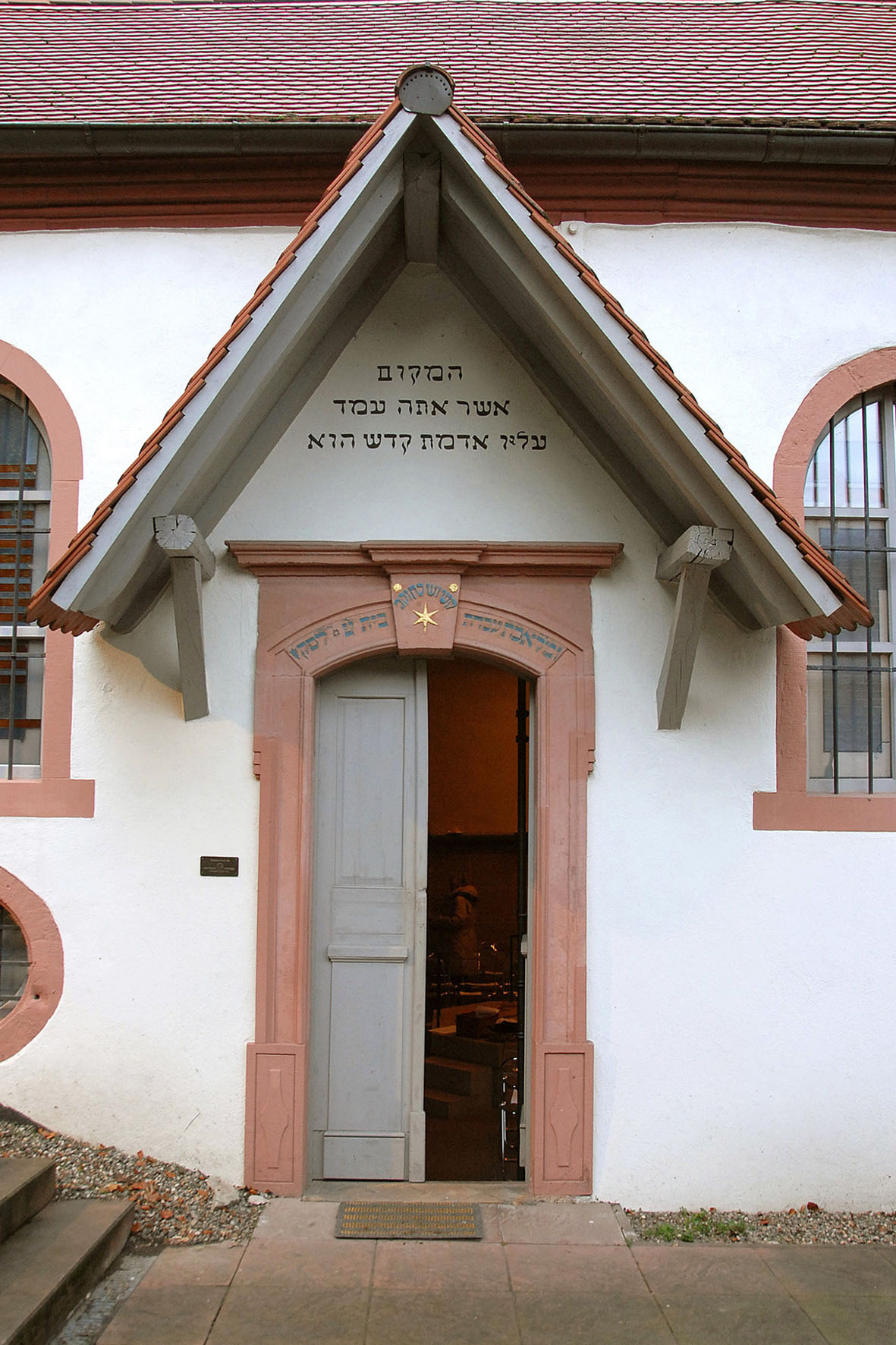
Inschrift über dem Eingang: Der Ort, auf dem du stehst, ist heiliger Boden.

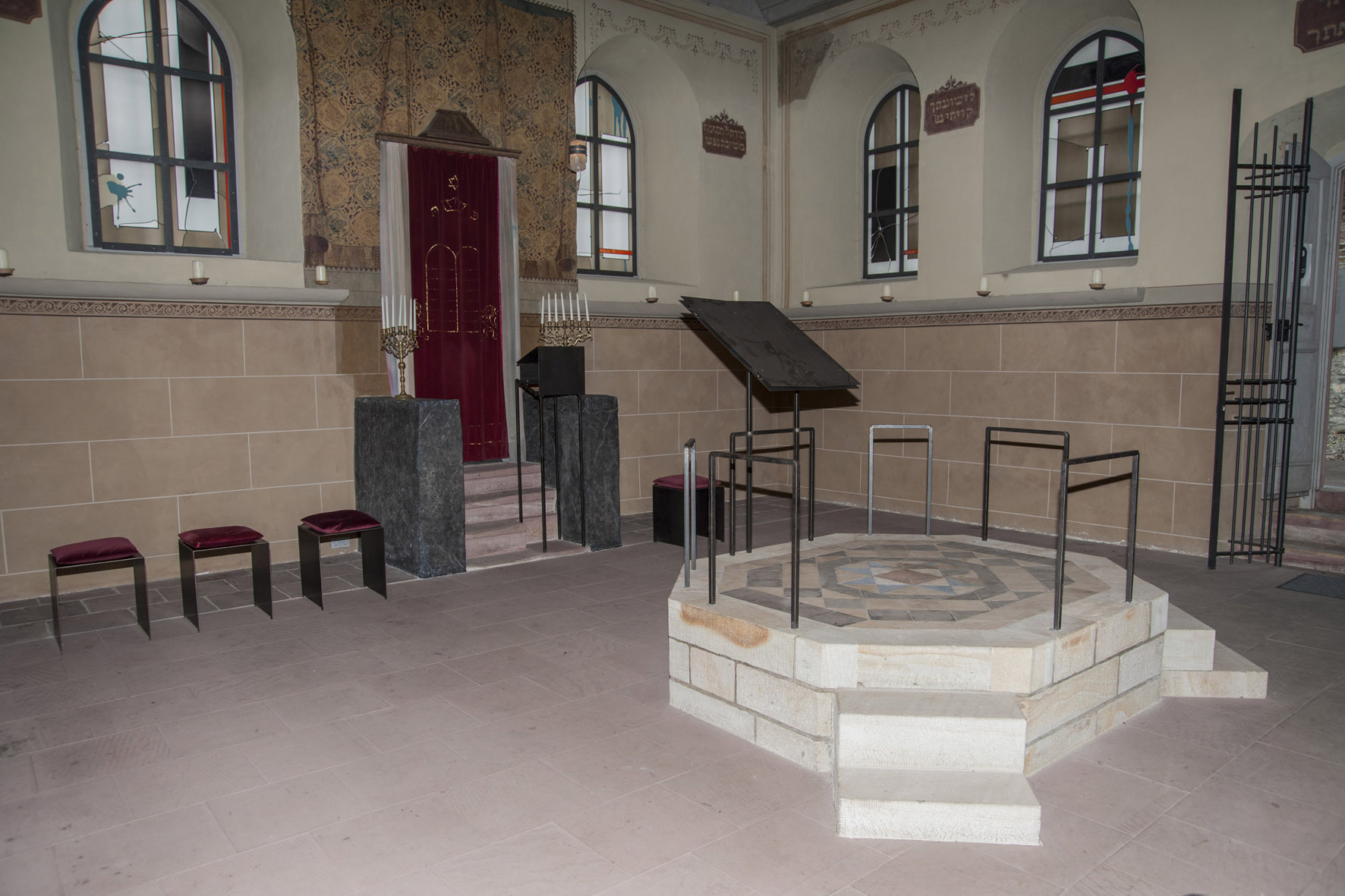
Gebetsraum Synagoge Weisenau

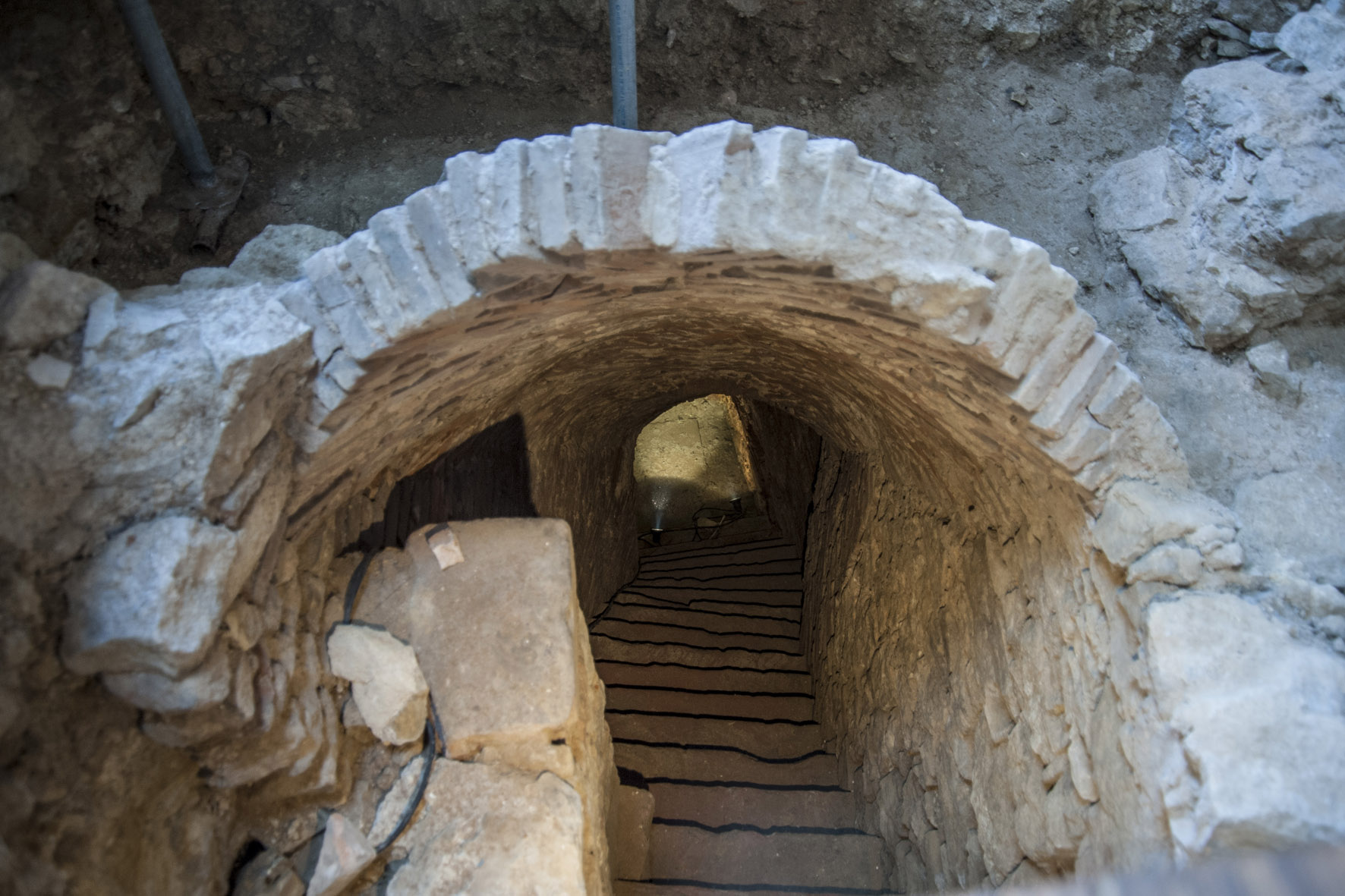
Abstieg zur Mikwe

Die Weisenauer Synagoge ist eine Synagoge aus der ersten Hälfte des 18. Jahrhunderts im Mainzer Stadtteil Weisenau. Sie ist die einzige Synagoge in Mainz, welche die Zeit des Nationalsozialismus überdauert hat und das älteste noch erhaltene Gebäude in Weisenau. Seit 1996 ist die Synagoge wieder geöffnet.

## Lage
Das Gotteshaus liegt an der heutigen Wormser Straße (B 9) am in Richtung Mainz gehenden Ende des Ortsteiles Weisenau. Es ist ein kleines, einstöckiges Gebäude mit Satteldach unmittelbar am Steilhang. An dieser Stelle tritt eine Quelle aus dem Fels. Die geschützte Lage innerhalb enger Bebauung hat geholfen, dieses Gebäude sowohl zunächst vor politischen Gewalttaten und später vor dem Verfall zu retten. Von der Straße aus ist nur ein Stück vom Ziegeldach zu sehen, das Gebäude selbst erreicht man durch einen schmalen, zur Straße hin durch eine Holztür verschlossenen, länglichen Gang, der Zugang zum Grundstück hinter den Frontliegern schafft.

## Geschichte
Der Sakralbau wurde 1737/38 auf den Grundmauern eines älteren Profanbaues errichtet, nachdem Anselm Franz Freiherr von Ingelheim der jüdischen Gemeinde ein Darlehen von 3400 Gulden zum Kauf des Grundstückes gewährt hatte. Bei der Belagerung von Mainz 1793 lag Weisenau als eigenständiges Dorf vor den Mauern der Stadt. Es kam dabei zu Beschädigungen von Gebäuden, so auch der Synagoge. Die Restaurierungen Mitte der 1990er Jahre ergaben, dass offensichtlich der komplette Dachstuhl erneuert werden musste. Erst 1818 war diese Erneuerung erfolgt. Offensichtlich nahm die Anzahl der jüdischen Gemeindemitglieder während der französischen Besatzungszeit deutlich ab und es war zunächst kein Geld für die Sanierungsmaßnahmen vorhanden.
Eine der letzten religiösen Handlungen in der Weisenauer Synagoge war 1938 eine Trauung, bevor diese in der Pogromnacht vom 8. auf den 9. November 1938 geplündert wurde. Das Gebäude wurde allerdings nicht in Brand gesetzt, da ein Übergreifen der Flammen auf die benachbarten, sehr eng stehenden, Häuser zu befürchten war.
In Straßen in der Nähe der Weisenauer Synagoge befinden sich mehrere Stolpersteine. Diese erinnern an Menschen der jüdischen Gemeinde, die vom NS-Staat deportiert wurden und in verschiedenen Konzentrationslagern ums Leben kamen.
In der Nachkriegszeit wurde die Synagoge vergessen und diente als Hühnerstall, Schuppen und Lager. Erst 1978 wurde die ursprüngliche Bedeutung des Gebäudes wiedererkannt. Die Stadt Mainz kaufte daraufhin zunächst das Gebäude von den Schwestern der Vincentinerinnen, denen in der Zwischenzeit das Gebäude gehörte. Mainzer Bürger gründeten 1992 einen Förderverein, mit dessen Hilfe die Restaurierungsarbeiten unterstützt wurden. Am 27. Mai 1996 (Pfingstmontag), genau 900 Jahre nach Gezerot Tatnu, der Verfolgung von 1096, dem in Mainz über 500 Juden zum Opfer gefallen sein dürften, wurde das Ner Tamid von Rabbiner Leo Trepp wieder entzündet.
Inzwischen wurde auch eine Mikwe gefunden, die durch die hier ans Tageslicht tretende Quelle gespeist wurde.